# St. Hippolytus (Horst)

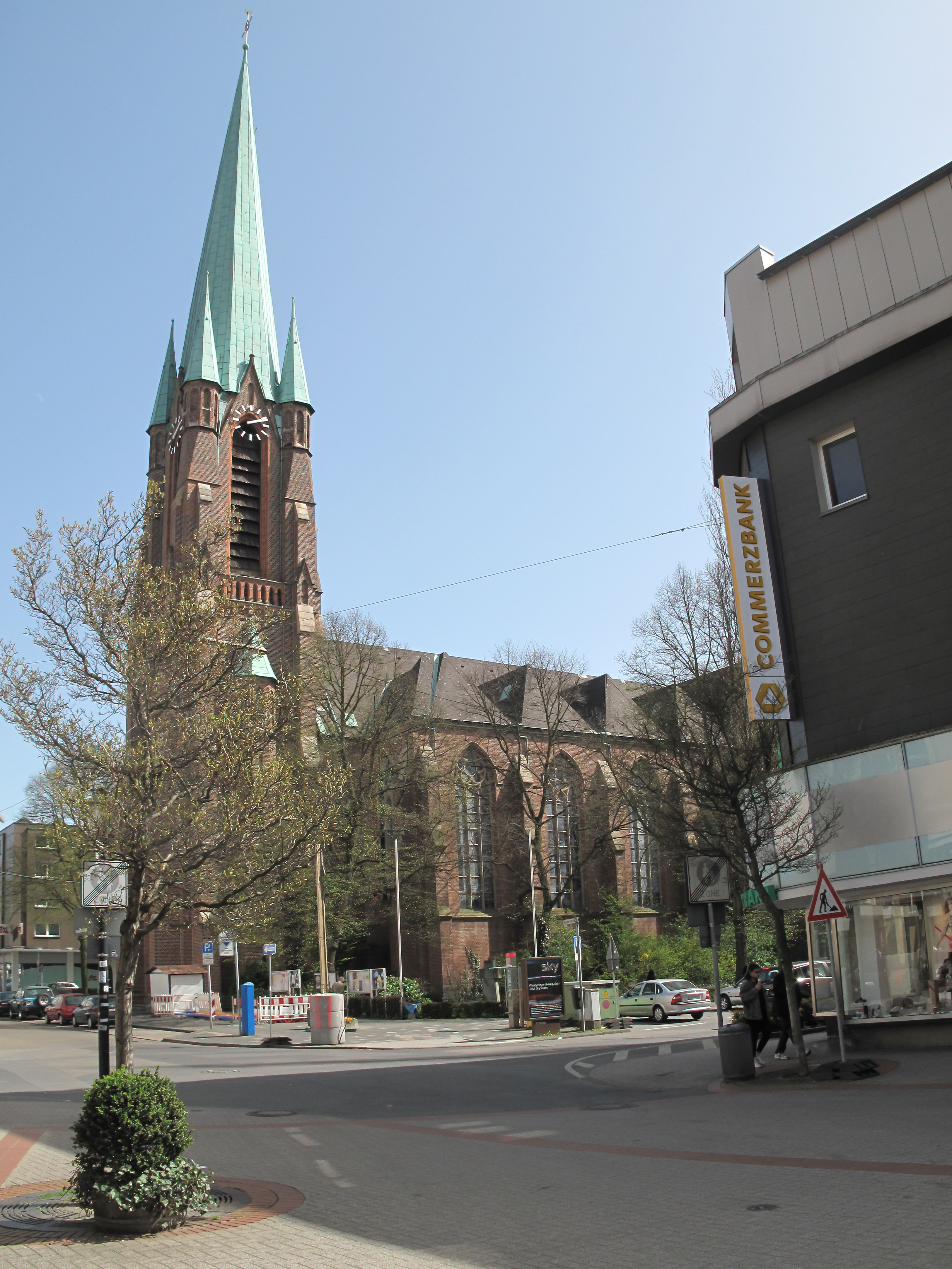
Pfarrkirche St. Hippolytus

Die katholische Pfarrkirche St. Hippolytus ist ein denkmalgeschütztes, neugotisches Kirchengebäude in Horst, einem Stadtteil von Gelsenkirchen (Nordrhein-Westfalen).

## Patrozinium

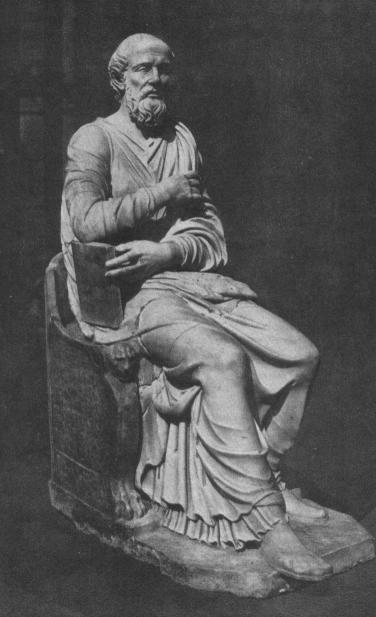
Hippolytusstatue in der Vatikanischen Bibliothek in Rom

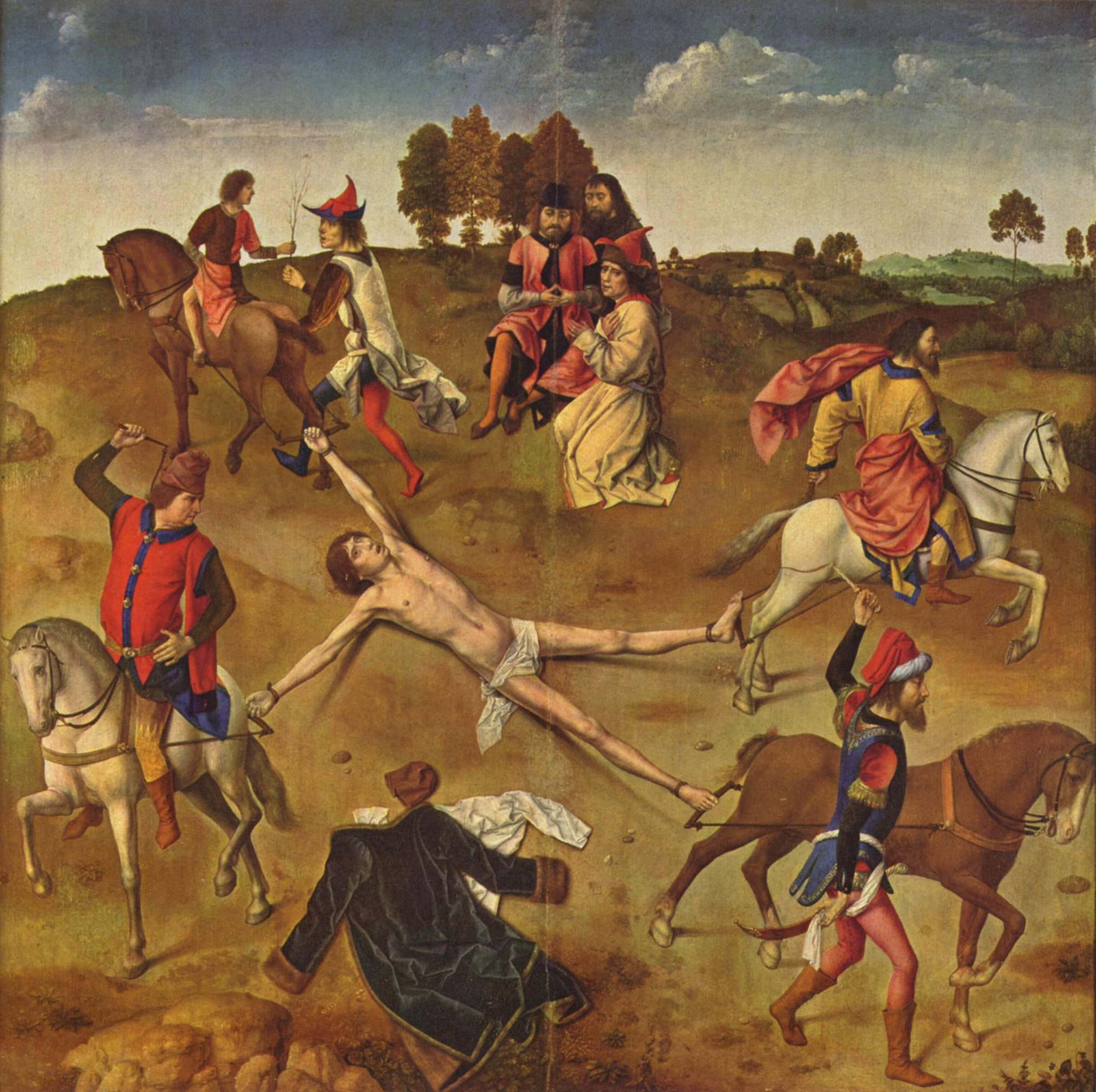
Martyrium des Hl. Hippolyt, Dieric Bouts, 1470–1475, Brugge, Museum der St.-Salvator-Kathedrale.

Der Text der Urkunde, die 1897 in den Grundstein der Horster Kirche eingemauert wurde, beginnt mit den Worten „In honorem Sancti Hippolyti martyris“ („Zu Ehren des heiligen Märtyrers Hippolytus“). Hippolyt von Rom, ein römischer Kirchenvater des 3. Jahrhunderts, wird in Deutschland in nur sehr wenigen Gemeinden als Patron verehrt (vgl. Liste der Hippolytkirchen), wobei er lange Zeit nicht als Priester und Schriftsteller, sondern fälschlicherweise als römischer Offizier (der im Gefängnis den Hl. Laurentius bewachen soll, von diesem jedoch bekehrt und deshalb später als Märtyrer von vier Pferden zerrissen wird) dargestellt wurde.
Keimzelle von Horst war eine auf einer Insel zwischen zwei Armen der Emscher vermutlich im 11. Jahrhundert errichtete Hofstelle, die im späten 12. Jahrhundert zu einer Burg ausgebaut wurde. Als sicher kann gelten, dass die Wahl des Patroziniums der dortigen Kapelle maßgeblich durch die Burgherren bestimmt worden ist. Diese waren Nachfahren der Herren von Haus Horst an der Ruhr; die Kirche im benachbarten Steele war dem Hl. Laurentius geweiht. Es ist nicht unwahrscheinlich, dass die Burgherren nach ihrer Niederlassung in Horst einen Schutzheiligen wählten, der ihnen aus dem Legendenumfeld ihres Heimatpatrons Laurentius vertraut war.
In der legenda aurea, der beliebtesten mittelalterlichen Sammlung von Heiligenlegenden, ist das Leben des Laurentius mit dem des Hippolyt verknüpft und mit den Vitae anderer Heiliger. Dass die Herren von Horst nun Hippolyt aus diesem Kreis ausgewählt haben, wird seit langem auf die durch seine legendarische Todesart bedingte Rolle als Pferdepatron zurückgeführt. Pferde – insbesondere die in der unmittelbaren Umgebung sehr zahlreichen Emscherbrücher – waren für die Herren von Horst von großer ökonomischer Bedeutung. Ihr damaliges Wappen, drei Pferdeprammen, sowie Funde im Schloss-Areal weisen darauf hin, dass der Pferdehandel eine der Haupteinnahmequellen war. Dass der wichtigste regionale Pferdemarkt der damaligen Zeit im nur 10 km östlich gelegenen Crange (Ursprung der heutigen Cranger Kirmes) ausgerechnet am Feiertag des Laurentius (10.08) abgehalten wurde, dürfte die Verbindung Hippolyt-Laurentius verdeutlicht und so der Wahl Hippolyts zum Horster Patron möglicherweise zusätzlichen Antrieb gegeben haben.

## Vorgängerbauten
Der früheste (indirekte) Nachweis einer Burgkapelle in Horst stammt aus dem Jahre 1295. In einer Urkunde aus diesem Jahr wird ein „Ger(ardus) sacerdos“ (= Priester Gerhard) bezeugt. 1411 taucht in einem Verhandlungsbericht die Bezeichnung der „wachszinspflichtigen Leute Santi Ypoliti“ auf – die älteste Erwähnung dieses Patroziniums in Horst. (Wachszinspflichtige mussten für die örtliche Kirche/Kapelle – oder für einen bestimmten Altar darin – jährlich eine festgesetzte Menge Bienenwachs oder den Gegenwert in Geld abliefern.) Die zugehörige Kapelle, umgeben von einem Friedhof, lag mitten auf der Horster Vorburg. Die archäologischen Untersuchungen der jüngeren Zeit machen wahrscheinlich, dass sie in die erste Hälfte des 13. Jhs. zurückreicht und damit unter Umständen bereits zur ältesten Horster Burg gehörte.
Bei dieser Kapelle handelte es sich um eine kleine Saalkirche (Maße des Langhauses 6,6 m × 4,2 m). Das auffallend starke Fundament (1,5 m) der Apsis ist weitgehend erhalten geblieben. In ihrer Mittelachse fand sich die Grablege eines 1,63 m großen, 50–60 Jahre alten Mannes, die durch einen kryptenartigen Raum zugänglich war. Darüber, leicht in der Achse verschoben, hat man das Grab einer 40–60 Jahre alten Frau (möglicherweise die Ehefrau des Verstorbenen) gefunden. Es spricht vieles dafür, dass hier der Kirchengründer, vielleicht der erste Burgherr Gerhard von Horst, mit einer Bestattung an diesem besonders hervorgehobenen Standort geehrt wurde.
In den ersten Jahrhunderten war Horst keine selbstständige Pfarrei, sondern unterstand der Gemeinde St. Lamberti in Gladbeck. Noch in einem Visitationsprotokoll aus dem Jahr 1569 wird die Horster Kirche „filie sub Gladbach“ (Tochterkirche von Gladbeck) genannt. Die Herren von Horst hatten das Präsentationsrecht inne; sie suchten sich einen Geistlichen für die Gottesdienste in ihrer Kirche aus und bezahlten diesen. Der nach dem Kirchenrecht zuständige Pfarrer von Gladbeck verfügte lediglich über das Recht der Investitur: er setzte den ausgewählten Geistlichen offiziell in sein Amt ein, konnte den Vorschlag des Burgherren aber nur aus genau festgelegten Gründen ablehnen.
Erst 1590 wurde Horst eigenständig. Es liegen keine Informationen darüber vor, wie lange die erste Horster Kirche auf der Vorburg stand. Ebenso hat man keine Spuren einer neuen Kapelle in dem ab 1559 erfolgten Neubau des Schlosses Horst gefunden. Diese wird als Zentralbau im Südwestflügel des Schlosses gelegen haben, worauf einige archivarische Nachrichten und eine Grundrissskizze hinweisen. Mögliche Überreste der Kapelle sind dem Einbau einer Kegelbahn in den 1930er Jahren zum Opfer gefallen.
1581 starb der Erbauer des Schlosses, Rütger von der Horst, ohne männlichen Erben. Seine Enkeltochter (und Erbin des Schlosses) Sibylle von Loë heiratete Dietrich von der Recke. Dieser war Calvinist. Welche Folgen dies für den Gottesdienst hatte, lässt sich nicht mehr rekonstruieren. Denkbar ist, dass der Gottesdienst in der Schlosskapelle nach calvinistischem, in der Pfarrkirche auf der Vorburg hingegen (sofern diese zu diesem Zeitpunkt noch stand) nach katholischen Ritus vollzogen wurde. Nachweisbar ist 1630 die Anschaffung eines neuen Taufsteins - Informationen, in welcher der Kirchen er Verwendung gefunden hat, fehlen.
Der nächste Hinweis datiert erst aus dem Jahr 1753: In diesem Jahr ließ Freiherr Bertram von der Recke eine neue Kirche, nebst neuem Friedhof, an der zum Schloss führenden Burgstraße errichten. Sie war 22,35 Meter lang und 9,60 Meter breit. Bei einer Vergrößerung im Jahr 1864 wurden ein neuer Turm, ein Chorraum, eine Sakristei und eine Orgelbühne errichtet sowie drei Glocken angeschafft. In dieser Form stand die Kirche bis 1902.

## Geschichte und Architektur

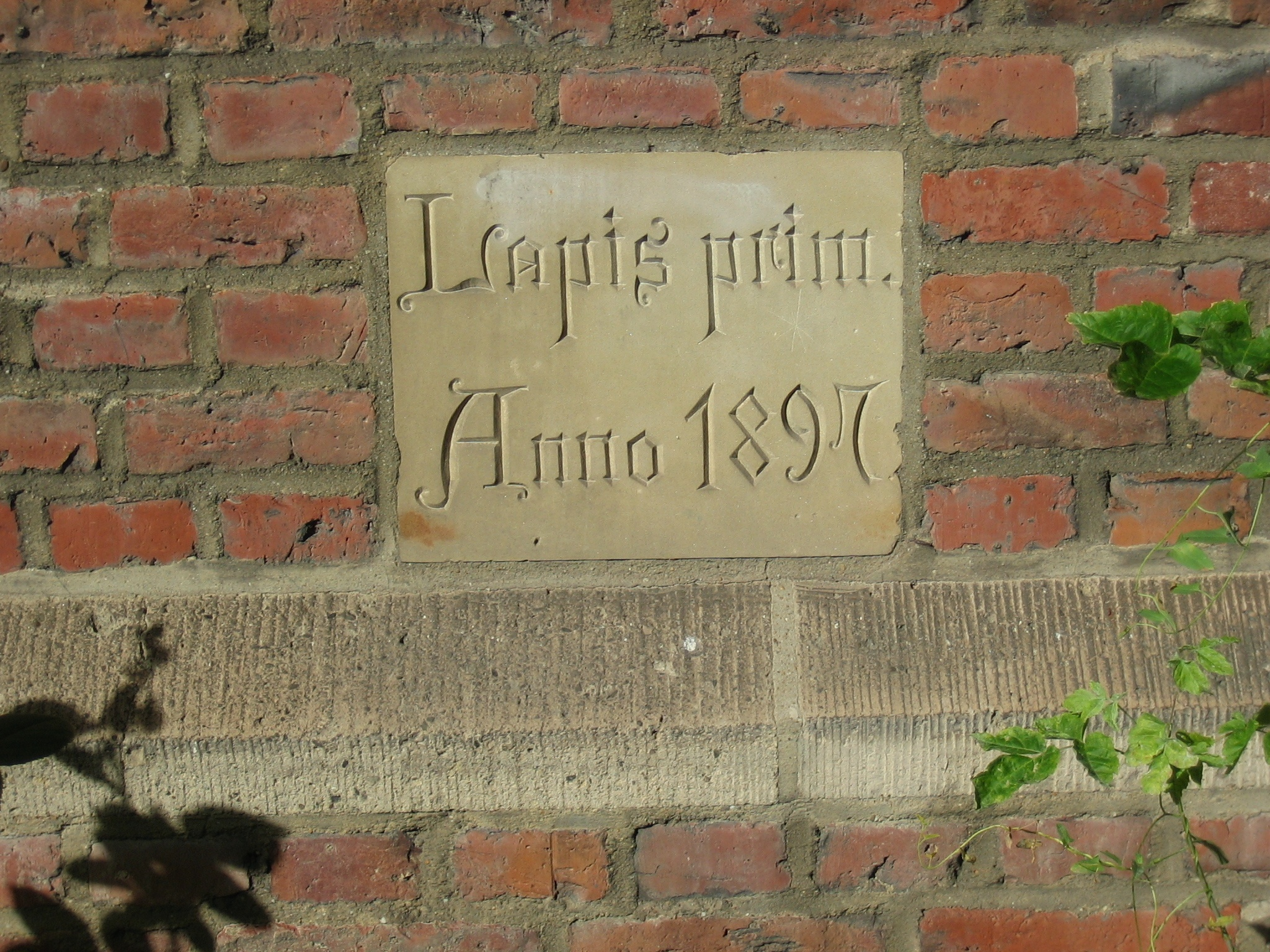
Grundstein in der Apsis

Durch die nach dem Abteufen der Zeche Nordstern einsetzende Industrialisierung verzehnfachte sich die Horster Bevölkerung in der Zeit zwischen 1850 und 1890, was den Neubau einer größeren Pfarrkirche erforderlich machte. Der diesbezügliche Beschluss wurde bereits 1892 gefasst. Vier Jahre später begannen die Vorarbeiten auf dem von der Familie Fürstenberg geschenkten Grundstück an der Essener Straße, 1897 wurde der Grundstein gelegt.
Architekt war Bernhard Hertel, ein Sohn des Diözesanbaumeisters Hilger Hertel aus Münster. (Bernhard Hertel hat in der Umgebung auch die Kirchen St. Urbanus im damals noch selbstständigen Buer (1893), St. Pankratius im ebenfalls noch selbstständigen Osterfeld (1896) und St. Lamberti in Gladbeck (1899) entworfen.)

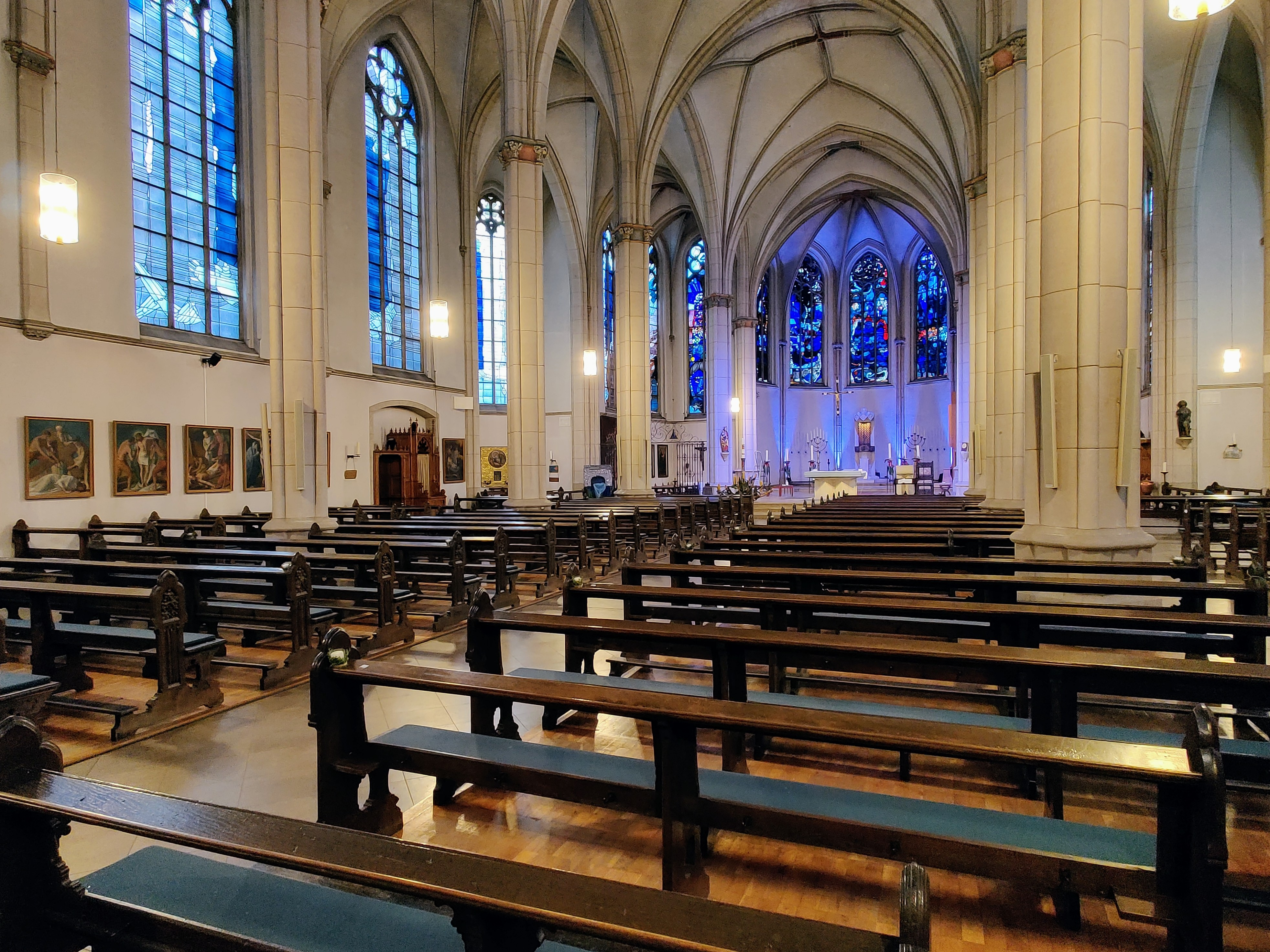
Innenraum (2020)

Am 9. August 1898 wurde die heutige Kirche mit 650 Sitz- und 350 Stehplätzen vom Bischof von Münster, Hermann Jakob Dingelstad, konsekriert. Die Baukosten beliefen sich ohne Turm auf 188.000 Mark.
Die dreischiffige neugotische Hallenkirche besteht aus vier Langhausjochen, einem Querhaus und einem 5/8-Hauptchor mit einem Vorjoch. Die Querhausköpfe sind dreiseitig geschlossen. Je vier Walmdächer decken als Satteldach die Seitenschiffe.
Im Zweiten Weltkrieg wurde die Kirche mehrfach beschädigt: Beim schweren Angriff auf Horst am 13. Juni 1944 zerbarsten sämtliche Kirchenfenster. Noch gravierende Folgen hatten im gleichen Jahr die Angriffe vom 11. September und 13. November, bei denen das gesamte Gewölbe, der Altar und die Sakristei zerstört wurden. Gottesdienste waren nicht mehr möglich. Beim Einmarsch der US-amerikanischen Truppen an Karfreitag 1945 erhielt der Turm einen Artillerietreffer im Bereich der Uhr.
Bereits am 16. April 1946 begann unter Mithilfe der Horster Bevölkerung der Wiederaufbau, der zwei Jahre später vollendet war. Aus statischen Gründen mussten dabei die Chorfenster etwas verkürzt werden, da die Stabilität der Mauern zwischen den Fenstern durch die Bombenexplosionen während des Krieges gelitten hatte. Am 8. August 1948, fast auf den Tag genau 50 Jahre nach ihrer Einweihung, wurde die – wenn auch in bescheidenerem Rahmen – wiederhergestellte Kirche durch Weihbischof Heinrich Roleff als eine der ersten in weitem Umkreis neu geweiht.

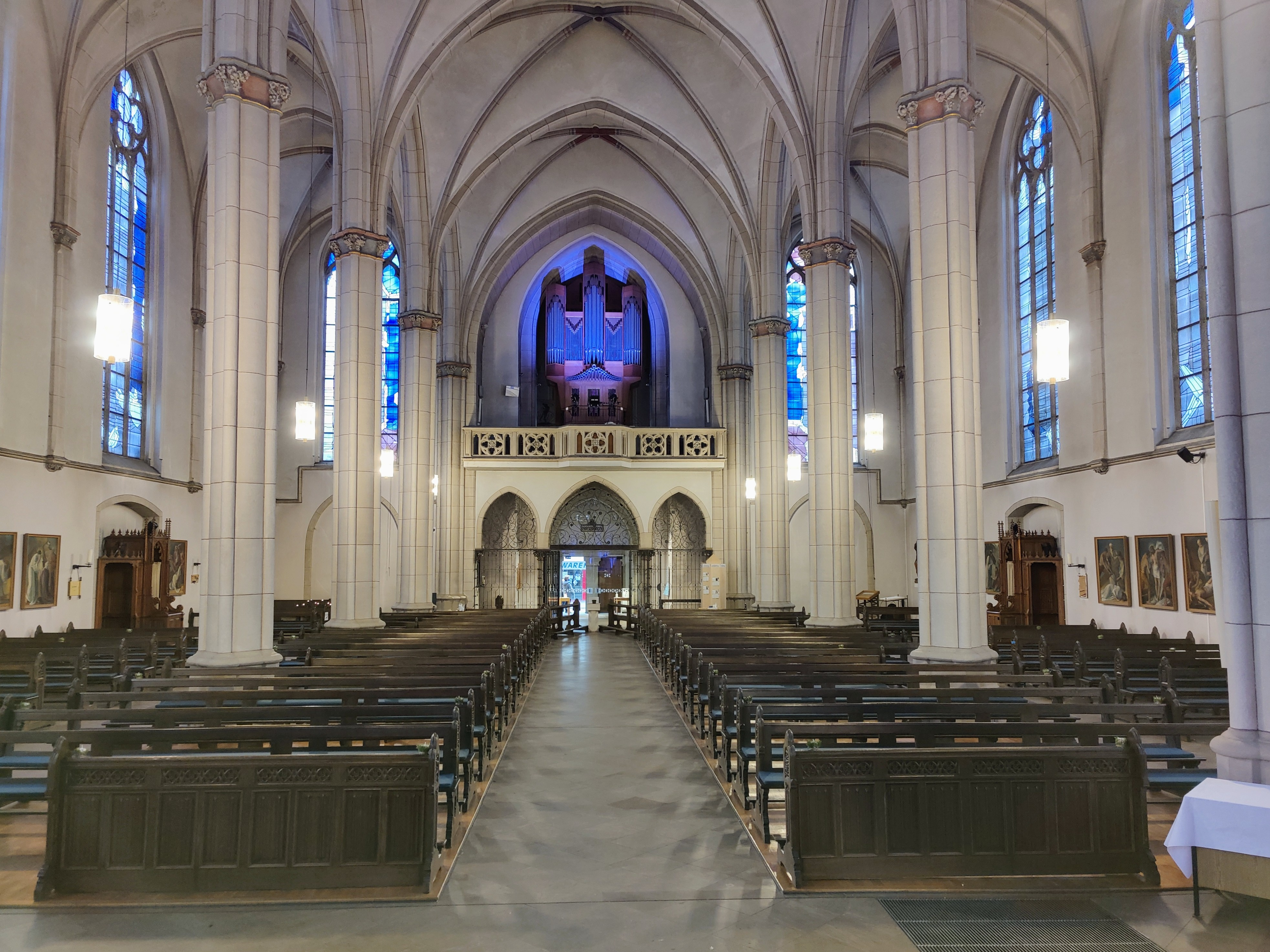
Innenraum mit Blick zur Orgel

Eine grundlegende Umgestaltung und Renovierung wurde von 1961 bis 1965 durch die Münsteraner Architekten Max von Hausen und Ortwin Rave unter Beteiligung des Künstlers Heinrich Gerhard Bücker durchgeführt. Der bisherige Hochaltar an der hinteren Kirchenwand wurde entfernt und unterhalb der Vierung durch einen neuen auf einer kreisrunden Vierstufenanlage aus Anröchter Dolomit ersetzt (Anlass für diesen radikalen Umbau war die Liturgiekonstitution des Zweiten Vatikanischen Konzils. Darin war der Charakter der Heiligen Messe als gemeinsames Mahl betont worden, bei dem die Gemeinde sich um den Altartisch versammelt). Die Kanzel und die steinerne Kommunionbank wurden abgebrochen, eine Reihe von Heiligenfiguren aus der Kirche geräumt und die Nebeneingänge rechts und links vom Hauptportal zugemauert.
Eine in der damaligen Zeit recht ungewöhnliche architektonische Maßnahme bestand in der Tieferlegung des Chorraums um mehr als einen Meter. Der auf diese Weise von der restlichen Kirche abgetrennte Raum sollte als „Werktagskirche“ dienen und bei feierlichen Hochämtern dem Kirchenchor Platz bieten. Deshalb wurde hier eine zusätzliche Chororgel aufgestellt.
Zudem wurden neue, sehr farbige Chorfenster nach Entwürfen von Hubertus Brouwer eingebaut. Thematisch sind sie inspiriert durch den „Lobgesang des Alls“ des französischen Jesuiten Pierre Teilhard de Chardin. Auch der Innenraum mit den kantonierten Pfeilern wurde farblich neu gefasst. Die Konsekrierung der umgestalteten Kirche erfolgte am 12. Dezember 1965.
In den siebziger Jahren wurde die nicht mehr renovierbare Sakristei abgerissen und die heutige errichtet. Außerdem wurden die feuchten Außenmauern von Kirche und Turm neu verfugt und gereinigt. Dabei erhielt die durch Industrieabgase und Hausbrand im Laufe der Jahrzehnte schwarz gewordene Kirche ihre ursprüngliche Backsteinfarbe zurück.
Zu Beginn der achtziger Jahre beschloss der Kirchenvorstand unter Vorsitz des damaligen Pfarrers E.Happe, fast sämtliche Umbauten der sechziger Jahre rückgängig zu machen und eine weitere umfassende Umgestaltung durchzuführen. Hierbei wurde der Fußboden in der gesamten Kirche erneuert, im Langhaus die Notverglasung aus der Nachkriegszeit durch neue Fenster von Hubert Spierling ersetzt und die Kirche neu gestrichen.
Die wesentlichen Veränderungen betrafen aber den Altarraum. Die Pläne hierzu stammten vom Mülheimer Bildhauer Ernst Rasche. Die runde Altarinsel wurde entfernt und der vertiefte Chorraum wieder aufgefüllt. Von nun war dieser Bereich – wie schon vor dem Konzil – wieder ausschließlich dem liturgischen Personal vorbehalten. Eine neue Tabernakelstele bildet seitdem den zentralen Blickfang; vom alten Altar wurde lediglich die Platte übernommen.
Diese aufwendigen Baumaßnahmen machten Gottesdienste unmöglich, so dass die Gemeinde in die evangelische Kirche ausweichen musste. Die feierliche Einweihung wurde durch den Essener Generalvikar Johannes Stüting am 15. Dezember 1984 vorgenommen.

## Turm

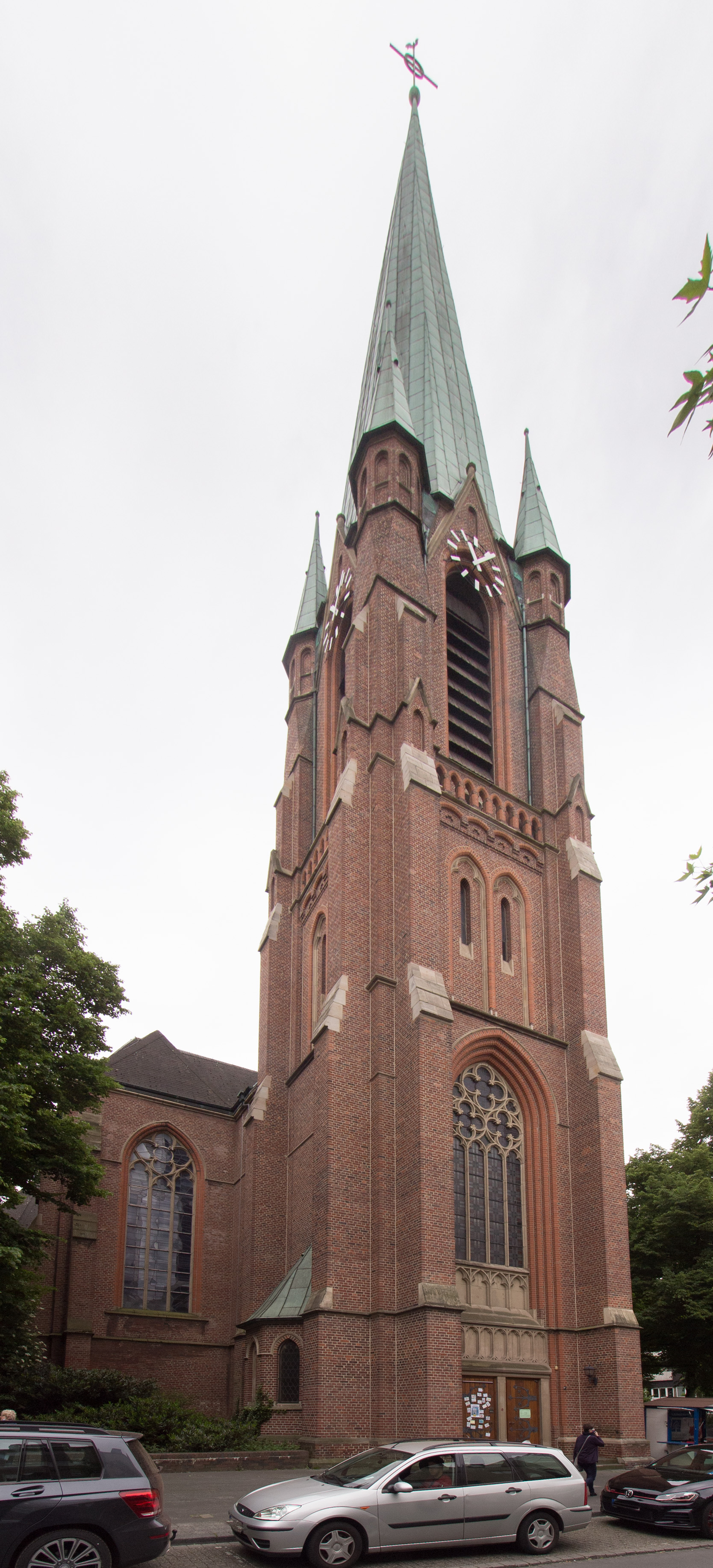
Turm

Der ursprünglich mit Schiefer, seit 1971 mit Kupfer gedeckte, 75 m hohe Turm steht über der Eingangshalle. Er ist reich gegliedert. Die vier Ecktürmchen tragen ausgewogene Spitzhelme. Im Turm hängen vier Glocken, die 1948 vom Bochumer Verein in der V12-Rippe gegossen worden sind. (Die Vorkriegsglocken mussten wegen des im Krieg herrschenden Erzmangels abgeliefert werden und sind vermutlich zur Waffenproduktion eingeschmolzen worden). Die Glocken haben Durchmesser von 2270 mm, 1910 mm, 1700 mm und 1430 mm. Die Tonfolge ist a° - c' - d' - f'.
Der Chor ist mit einem Dachreiter bekrönt.

## Ausstattung
Information aus E. Happe, ebd., S. 5 ff.
Turmhalle
- Pietà (um 1900)

Linkes Seitenschiff
- Bild des Hl. Josef; Nazarenerstil (1914)
- Kreuzigungsgruppe (Kreuz um 1900, seitliche Figuren später)
- Beichtstühle von Fa. Schumacher aus Münster (1902)
- Kreuzwegbilder von Bernd Terhorst (1926)

Linkes Querhaus
- Mosaik des Bruder Konrads, Entwurf von Ludwig Baur, erstellt von Fa.Derix, Kevelaer (1942)

Taufkapelle
- Schmiedeeisernes Gitter von Heinz Schäpers, Gelsenkirchen (1984)
- Taufstein aus belgischem Marmor (um 1900)
- Missionskreuz (Alter unbekannt)
- Bilder (Maria und Antonius), gemalt von Caspar Görke (1864); die beiden Bilder waren ursprünglich Teil der Seitenaltäre der alten Horster Kirche
- Hungertuch von Anne zur Linden (1985)

Altarinsel
- Madonna (um 1500)
- Altar von Ernst Rasche (1985)
- Kreuz von Hein Bücker (1965)
- Tabernakelstele, Entwurf von Ernst Rasche (1985), erstellt von Fa. Osthues, Münster
- Siebenarmige Leuchter von Fa. Falger, Münster, (1898)
- Chor-Orgel von Fa. Kreienbrink, Osnabrück (1972)

Rechte Seitenkapelle
- Bild des Hl. Hippolytus, Maler unbekannt (um 1700 ?); das Bild hing schon in der alten Horster Kirche
- Davor kleines Reliquiar mit Knochensplittern des Hl. Hippolytus (zur Verfügung gestellt von der katholischen Gemeinde St. Hippolyte im Elsass), geraubt bei einem Einbruch im Dezember 2019.
- Chorgestühl (um 1904)

Rechtes Querhaus
- Statue des Hl. Rochus (um 1866); aufgestellt anlässlich einer überstandenen Cholera-Epidemie

Rechtes Seitenschiff
- Gnadenbild von Fa. Schumacher aus Münster (1902)
- Holzrelief des Hl. Antonius (1935)

## Orgel

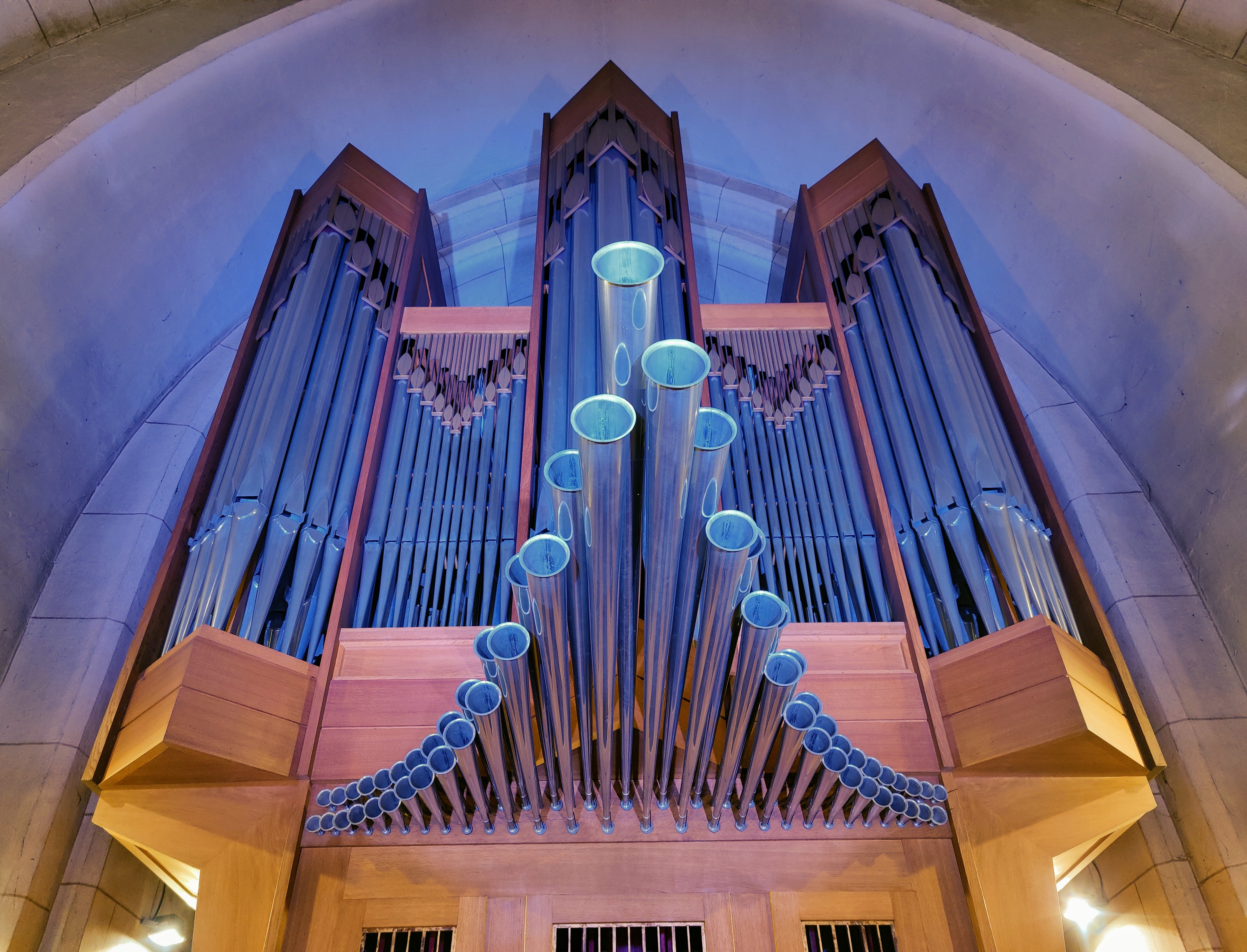
Rieger-Orgel

Die Orgel mit 45 Registern über drei Manuale und Pedal wurde 1986 von dem Unternehmen Rieger aus Schwarzach (Vorarlberg) in Österreich errichtet.
| I Hauptwerk C–g3 |                  |       |
| 1.               | Bourdun          | 16′   |
| 2.               | Principal        | 8′    |
| 3.               | Spitzflöte       | 8′    |
| 4.               | Flûte harmonique | 8′    |
| 5.               | Oktav            | 4′    |
| 6.               | Nachthorn        | 4′    |
| 7.               | Superoctav       | 2′    |
| 8.               | Mixtur IV        | 1 ⁄3′ |
| 9.               | Cornet V         | 8′    |
| 10.              | Trompete         | 8′    |
| 11.              | Span. Trompete   | 8′    |

| II Positiv C–g3 |              |        |
| 12.             | Holzgedeckt  | 8′     |
| 13.             | Salicional   | 8′     |
| 14.             | Principal    | 4′     |
| 15.             | Rohrflöte    | 4′     |
| 16.             | Sesquialtera | 2 ⁄3′  |
| 17.             | Sesquialtera | 1 3⁄5′ |
| 18.             | Gemshorn     | 2′     |
| 19.             | Sifflet      | 1′     |
| 20.             | Scharff III  | 1′     |
| 21.             | Rankett      | 16′    |
| 22.             | Krummhorn    | 8′     |
|                 | Tremulant    |        |

| III Schwellwerk C–g3 |                      |        |
| 23.                  | Holzprincipal        | 8′     |
| 24.                  | Bourdon              | 8′     |
| 25.                  | Gamba                | 8′     |
| 26.                  | Voix céleste         | 8′     |
| 27.                  | Prestant             | 4′     |
| 28.                  | Traversflöte         | 4′     |
| 29.                  | Nazard               | 2 ⁄3′  |
| 30.                  | Flöte                | 2′     |
| 31.                  | Terzflöte            | 1 3⁄5′ |
| 32.                  | Larigot              | 1 ⁄3′  |
| 33.                  | Plein Jeu VI         | 2′     |
| 34.                  | Basson               | 16′    |
| 35.                  | Oboe                 | 8′     |
| 36.                  | Trompette harmonique | 8′     |
| 37.                  | Clairon harmonique   | 4′     |
|                      | Tremulant            |        |

| Pedal C–f1 |                 |       |
| 38.        | Principal       | 16′   |
| 39.        | Subbass         | 16′   |
| 40.        | Principal       | 8′    |
| 41.        | Gedackt         | 8′    |
| 42.        | Choralbass      | 4′    |
| 43.        | Rauschflöte     | 4′    |
| 44.        | Rauschpfeife IV | 2 ⁄3′ |
| 45.        | Bombarde        | 16′   |
| 46.        | Posaune         | 8′    |

- Koppeln: II/I, III/I, I/P, II/P, III/P
- Zimbelstern
- Mechanische Spieltraktur
- Elektrische Registertraktur

## Liste der Pfarrer
Einige Priester sind namentlich bereits aus der Zeit bekannt, als Horst noch keine eigenständige Pfarrei war. Sie taten ihren Dienst in der zum Herrenhaus gehörenden Kapelle.
- Gerardus (1295)
- Theodorus Schriever, Presbyter, und Wilhelmus, „rector capellae“ (1475)
- Wolterus Surmunt (1518)
- Theodor Suirmunt (1562)

Ab 1590 wird Horst eine selbstständige Gemeinde mit einem eigenen Pfarrer.
- Hermann Scholten (1600)
- Johannes Legge (1615)
- Johannes Eilers (1656–1664)
- Nikolaus Alefs (1664–1692)
- Johannes Pörtchen (1692–1705)
- Hermann Vollminghoff (1706–1754)
- Johann Ludwig Pörtgen (1755–1787)
- Klemens Maria Bacon (1788–1789)
- Johann Petrus Schönauer (1789–1794)
- Ludwig Danecker (1795–1803)
- Adolf Ketteler (1803–1858)
- Ferdinand Lenfert (1858–1882)
- Josef Vissing (1885–1896)
- Wilhelm Marferding (1896–1910)
- Wilhelm Wenker (1910–1956)
- Wilhelm Beckmann (1957–1969)
- Erich Happe (1969–1996)
- Gerd Rüsing (1996–2010)
- Wolfgang Pingel (2010–2025)